# Aconitum leucostomum
Aconitum leucostomum är en ranunkelväxtart som beskrevs av Vorosh.. Aconitum leucostomum ingår i släktet stormhattar, och familjen ranunkelväxter. Utöver nominatformen finns också underarten A. l. hopeiense.